# Giuseppe Saragat
Giuseppe Saragat (dʒuˈzɛppe ˈsaːraɡat) (Torino, 1898. szeptember 19. – Róma, 1988. június 11.) olasz politikus, diplomata, az Olasz Köztársaság ötödik elnöke 1964-től 1971-ig.

## Ifjúsága
Szardíniai származású, középosztálybeli szülőktől származott. A Torinói Egyetemen végzett, a közgazdasági és kereskedelmi fakultáson. 1922-től az Egységes Szocialista Pártnak dolgozott. 1926-ban Bécsbe, 1929-ben Franciaországba költözött.

## Politikai pályafutása
1930-ban csatlakozott az Olasz Szocialista Párthoz, de mivel reformista demokratikus szocialista volt, 1947-ben kilépett, amikor pártja szoros szövetséget kötött az Olasz Kommunista Párttal. Megalapította az Olasz Munkások Szocialista Pártját, amely hamarosan az olasz Demokratikus Szocialista Párt nevet vette fel. Ennek volt kiemelkedő vezetője egész további életében.
1944-ben a szocialista párt Proletár Egysége tárca nélküli minisztere lett, majd 1945-ben nagykövet Párizsban. 1946-ban az Olaszországi Alkotmányozó Nemzetgyűlés elnöke. 1963-tól külügyminiszter, 1964-ben megválasztották az Olasz Köztársaság elnökévé. A választás eredménye azon ritka esetek egyike volt, amikor az olasz baloldal egységesen tudott fellépni egy esetleges újfasiszta puccsal szemben, Antonio Segni elnöksége után.
Saragat ateistának vallotta magát.

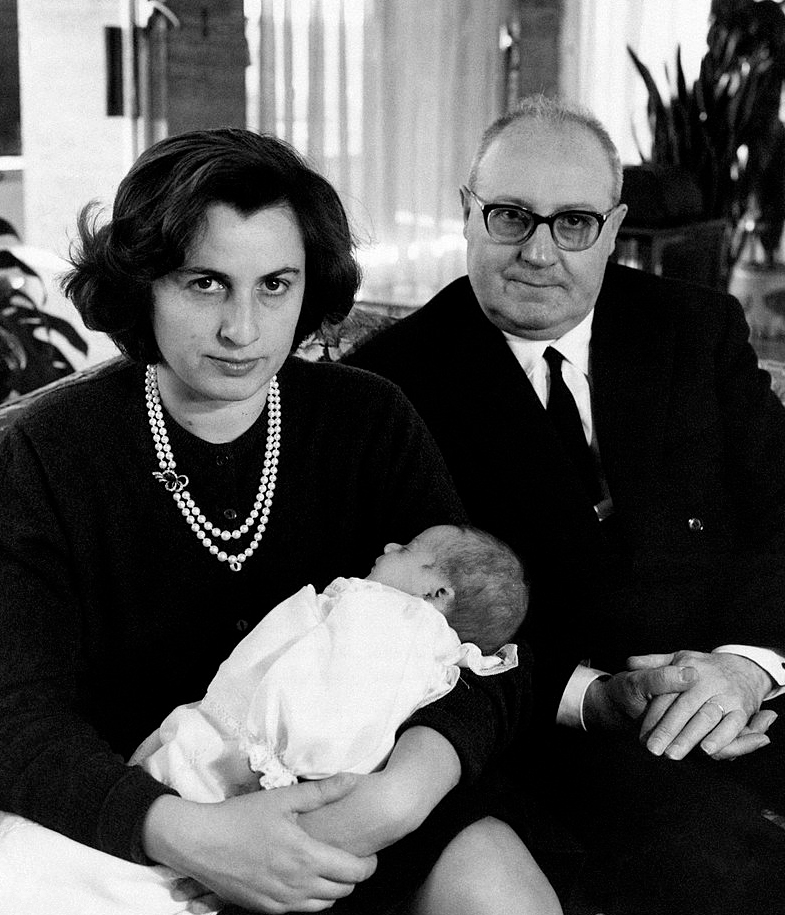
Saragat, leánya, Ernestina és unokája (Róma, 1963)
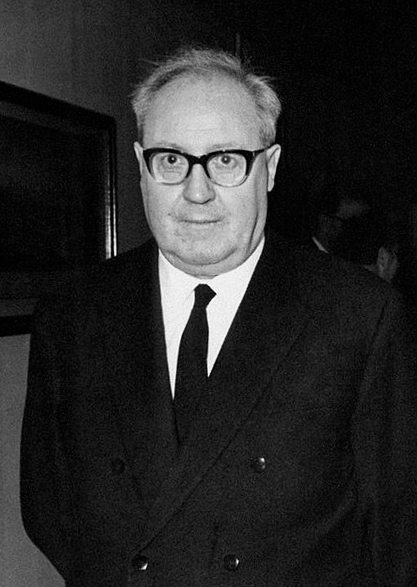
Giuseppe Saragat 1964-ben

## Fordítás
- Ez a szócikk részben vagy egészben  a   Giuseppe Saragat című angol Wikipédia-szócikk ezen változatának fordításán alapul.  Az eredeti cikk szerkesztőit annak laptörténete sorolja fel. Ez a jelzés csupán a megfogalmazás eredetét és a szerzői jogokat jelzi, nem szolgál a cikkben szereplő információk forrásmegjelöléseként.

| Elődje: Cesare Merzagora (ideiglenes) | Az Olasz Köztársaság elnöke 1964. dec. 29. – 1971. dec. 29. | Utódja: Giovanni Leone |